# 瑞丽市第一民族中学
瑞丽市第一民族中学简称瑞丽一中，是云南省德宏傣族景颇族自治州瑞丽市的一所高级中学，2001年被评定为云南省一级三等完全中学。

## 历史
1958年，在勐卯小学校园内创办瑞丽县初级中学，初期仅有教师1人、学生39人，1960年11月迁至现址:596:471。1972年开设高中班，升格完全中学，1974年更名瑞丽县第一民族中学:85。1985年，中共中央总书记胡耀邦视察德宏，到访瑞丽一中，题写“瑞丽第一民族中学”校名:471。同年，作家白桦到瑞丽拍片，为瑞丽一中校刊题名“云之乡”:85。1986年，被云南省教育厅评为“云南省实验中学”:242。1995年6月，被德宏州教委评定为“云南省二级一等完全中学”；2001年6月被省教育厅评为“云南省一级三等完全中学”:471-472。2012年，瑞丽一中初中部从本校剥离，迁往边城街168号，新建“瑞丽市第一初级中学”，瑞丽市第一民族中学成为完全高级中学:345,347。